# Junção ureteropiélica
Em anatomia, a junção ureteropélvica (JUP) ou ureteropiélica é o local onde a pelve renal une-se ao ureter. A  estenose da junção ureteropélvica é a causa mais comum de hidronefrose na infância.